# بالس (إدلب)
بالس قرية سورية تتبع ناحية محمبل في منطقة أريحا في محافظة إدلب. بلغ عدد سكانها 270 نسمة في عام 2004 حسب إحصاء المكتب المركزي للإحصاء.